# Federalna Agencja Zarządzania Kryzysowego
Federalna Agencja Zarządzania Kryzysowego (ang. Federal Emergency Management Agency, FEMA) – amerykańska agencja, od 2003 roku podlegająca Departamentowi Bezpieczeństwa Krajowego USA, odpowiadająca za zarządzanie kryzysowe. Jej obecnym administratorem jest Deanne Criswell.

## Historia
Historia prób ochrony na skalę federalną przed różnorakim niebezpieczeństwem (jak powodzie, huragany) sięga lat 30. XX wieku. Od tamtego czasu powstało bardzo wiele organizacji zajmujących się ochroną, ale w ściśle określonej dziedzinie, np. od 1934 Biuro Dróg Publicznych odpowiadało za finansowanie dróg zniszczonych w wyniku powodzi itp., Korpus Inżynieryjny Armii Stanów Zjednoczonych od 1965 miał m.in. przygotowywać projekty ochrony przeciwpowodziowej. W końcowej fazie (gdy zagrożenia związane z elektrowniami jądrowymi i transportem substancji niebezpiecznych zostały dodane do katastrof naturalnych) istniało ponad 100 federalnych agencji, które brałyby udział w wypadku katastrofy.
Narodowe Stowarzyszenie Gubernatorów nalegało, by zmniejszyć liczbę agencji i je scentralizować. Nalegali oni na prezydenta Jimmy’ego Cartera do podjęcia działań ku stworzeniu jednej agencji, która otrzymałaby większość funkcji wielu innych agencji federalnych, prezydent zrobił to w lipcu 1979 roku powołując FEMA. Miało to miejsce po serii katastrof zapór (m.in. wielka katastrofa zapory Teton w roku 1976).
W 2003 roku weszła w skład Departamentu Bezpieczeństwa Krajowego (ang. United States Department of Homeland Security).

## Zadania i działanie FEMA
FEMA jest agencją ukierunkowaną na raportowanie zagrożeń, planowanie i zarządzanie działaniami związanymi z zapobieganiem katastrofom i klęskom żywiołowym oraz łagodzeniem ich skutków. FEMA połączyła więc pod jednym kierownictwem rozproszone obowiązki innych organizacji w zakresie działań w przypadku katastrof lub klęsk żywiołowych. Wchłonęła ona kilka agencji federalnych między innymi Agencję Obrony Cywilnej z Departamentu Obrony. W swej działalności FEMA współpracuje z wieloma innymi agencjami federalnymi oraz organizacjami pozarządowymi między innymi z Amerykańskim Czerwonym Krzyżem.
FEMA rozpoczęła wdrażanie Zintegrowanego Systemu Zarządzania Kryzysowego (ang. Integrated Emergency Management System) uwzględniającego wszystkie zagrożenia – od niewielkich, wyizolowanych do krańcowych takich jak atak terrorystyczny czy wojna. Od czasu swojego powstania FEMA stawała w obliczu takich zagrożeń jak trzęsienie ziemi w 1989 r., huragan Andrew w 1992 r., awaria elektrowni atomowej Three Mile Island itp. Obecnie FEMA zatrudnia ponad 14844 pracowników i jest wspierana przez czterotysięczny korpus osób będący w dyspozycji – by pomóc w razie katastrofy.
Jednym z zadań FEMA jest przygotowywanie społeczeństwa do mogących nastąpić zagrożeń. FEMA uczy i przygotowuje ludzi do postępowania w określonym typie zagrożenia, pomaga ludziom w różnego rodzaju klęskach i katastrofach. Specjalną rolę przywiązuje się do przekazywania wiedzy o zagrożeniach dzieciom i młodzieży.